# Psecas chrysogrammus
Psecas chrysogrammus là một loài nhện trong họ Salticidae.
Loài này thuộc chi Psecas. Psecas chrysogrammus được Eugène Simon miêu tả năm 1901.